# Donja Austrija
Donja Austrija (njem. Niederösterreich), stari naziv: Krunsko vojvodstvo Austrija niže od rijeke Enns (njem. Erzherzogtum Österreich unter der Enns), austrijska je savezna zemlja. Površina države je 19.177,78 km² a u njoj živi 1.608.045 stanovnika. Glavni grad ove savezne zemlje je Sveti Hipolit (njem. Sankt Pölten).
Donja Austrija graniči s Češkom i Slovačkom te austrijskim saveznim zemljama Gornjom Austrijom (njem. Oberösterreich), Štajerskom (njem. Steiermark) i Gradišćem (njem. Burgenland), a okružuje i Beč, glavni grad Austrije.

## Zemljopis
S površinom od 19.177,78 km², Donja Austrija je najveća savezna zemlja Austrije.

### Reljef
Donja Austrija većim je dijelom ravničarsko i bregovito područje. Središnji i istočni dio u sklopu su prostrane Bečke kotline, koja je mjestimično ispresijecana pobrežjima i brdima. Nadmorska visina je oko 200-250 metara. Planinska područja nalaze se na jugu (Vapnenačke Alpe) i zapadu (gorje Manhartsberg). Pojedini su vrhovi u alpskim krajevima Donje Austrije viši i od 2000 metara nadmorske visine, dok je Manhartsberg znatno niži. Na zapadu Donje Austrije nalazi se tjesnac Dunava – dolina Wachau, koja je i na popisu svjetske baštine UNESCO-a. U istočnom podnožju Alpa ima dosta termalnih izvora, pa u tom području Donje Austrije ima mnogo toplica.

### Klima
Donja Austrija ima blagu umjerenu kontinentalnu klimu, koja samo u najvišim dijelovima prelazi u planinsku.

### Vode
Središnjim dijelom Donje Austrije protiče Dunav, koji se danas smatra sastavnim dijelom državnog identiteta. Dunav je posebno slikovit na zapadu, gdje se nalazi dolina Wachau u tjesnacu rijeke, koja je na popisu kulturne baštine UNESCO-a. Dunav u saveznoj zemlji ima nekoliko pritoka; sa sjevera teku rijeke Kamp i Morava (na granici s Slovačkom), a s juga rijeke Enns, Jivica, Traisen i Litava.

## Povijest
Iako je pojam Donje Austrije nastao još u srednjem vijeku, današnja savezna zemlja nastala je još za vrijeme Austrijskog Vojvodstva, zajedno s Gornjom Austrijom. Godine 1921., grad Beč, zbog svog značaja i veličine, je izdvojen u zasebnu saveznu zemlju, ali je i dalje obavljao imao ulogu sjedišta pokrajine. 
1986. godine na referendumu Sankt Pölten (hrv. Sveti Hipolit) je izabran za novo glavno sjedište Donje Austrije.

## Stanovništvo
Prema posljednjim podacima iz 2011. godine Donja Austrija ima preko 1,6 milijuna stanovnika, pa je nakon Beča druga savezna zemlja po broju stanovnika. Posljednjih desetljeća broj stanovnika se brže povećava od državnog prosjeka zbog širenja urbanog područja Beča na okolne dijelove savezne zemlje.

### Gustoća
Gustoća naseljenosti je oko 84 st./km², što je niže od državnog prosjeka. Dijelovi uz grad Beč su mnogo bolje naseljeni (150-250 st./km²), dok su pogranični prostori na sjeveru i istoku i planinski na jugozapadu i sjeverozapadu mnogo manje gustoće naseljenosti (<50 st./km²).

### Etnički sastav
Donja Austrija je tradicionalno naseljena Austrijancima. Povijesnih manjina nema, ali je se tijekom 1990-ih, 2000-ih i 2010-ih naselio značajan broj doseljenika (posebno iz bivše Jugoslavije, Turske i Sirije) u većim gradovima i naseljima oko grada Beča.

### Stanovništvo kroz povijest
| Popisi prije 1857. | Popisi prije 1857. |
| Godina             | Broj stanovništvo  |
| ------------------ | ------------------ |
| oko 1527.          | 0.500.000          |
| oko 1600.          | 0.580.000          |
| oko 1700.          | 0.630.000          |
| 1754.              | 0.922.000          |
| 1780.              | 0.974.000          |
| 1790.              | 1.000.000          |
| 1794/95.           | 1.028.300          |
| 1810.              | 1.040.700          |
| 1821.              | 1.142.600          |
| 1830.              | 0.881.500          |
| 1840.              | 0.896.600          |
| 1850.              | 0.976.600          |
| 1857.              | 0.987.900          |

## Vanjske poveznice
- Donja Austrija, službene stranice (njem.) (engl.)
- Putovnica.net – Donja Austrija